# Tanio Takahiro
Takahiro Tanio (sinh ngày 26 tháng 2 năm 1991) là một cầu thủ bóng đá người Nhật Bản.

## Sự nghiệp câu lạc bộ
Takahiro Tanio đã từng chơi cho Fujieda MYFC.